# Erukasav
Az erukasav vagy cisz-13-dokozénsav szerves vegyület, 22 szénatomos telítetlen zsírsav, mely a természetben is előfordul, képlete CH3(CH2)7CH=CH(CH2)11COOH. Sztereoizomerje a brasszidinsav (transz-13-dokozénsav).

## Tulajdonságai
Az erukasav légköri nyomáson és szobahőmérsékleten szilárd halmazállapotú, fehéres színű, kristályos anyag. Olvadáspontja 34 °C, forráspontja 1,33 kPa nyomáson 225 °C. Alkoholban és éterben jól oldódik, vízben viszont gyakorlatilag oldhatatlan.
Kémiai tulajdonságai az olajsavéihoz hasonlóak. A cisz-izomer erukasav salétromsavval melegítve átalakítható a transz-izomer brasszidinsavvá.

## Előfordulása
Glicerines észtere megtalálható a káposztafélék (Brassicaceae) és a sarkantyúkafélék (Tropaeolaceae) fajaiban, a szőlőmagolajban és a csukamájolajban. A káposztafélék közül a repce (Brassica napus) olajában, illetve a fekete mustár (Brassica nigra) magjának olajában viszonylag nagy koncentrációban fordul elő: ezek zsírosolajának akár 50%-át is alkothatja az erukasavas glicerinészter. Általánosságban elmondható, hogy a káposztafélékből kinyerhető olajok erukasavtartalma legfeljebb 45% körüli.

## Előállítása
Először 1849 és 1853 között állították elő egyes káposztafélékből. 1962-ben repceolajból alacsony hőmérsékleten kristályosították ki.